# دوري المقاطعات الشمالي الغربي 1996–97
دوري المقاطعات الشمالي الغربي 1996–97 هو موسم من دوري المقاطعات الشمالي الغربي. فاز فيه Trafford F.C. ‏.